# ソーヴェレ
ソーヴェレ（伊: Sovere  ( 音声ファイル)）は、イタリア共和国ロンバルディア州ベルガモ県にある、人口約5,200人の基礎自治体（コムーネ）。

## 地理

### 位置・広がり
ベルガモ県北東部のコムーネ。県都ベルガモから東北東へ30km、ブレシアから北北西へ35km、州都ミラノから東北東へ76kmの距離にある。

#### 隣接コムーネ
隣接するコムーネは以下の通り。
- ボッシコ
- チェレーテ
- エンディネ・ガイアーノ
- ガンディーノ
- ローヴェレ
- ピアーニコ
- ソルト・コッリーナ

### 地震分類
イタリアの地震リスク階級 (it) では、3 に分類される
。

## 行政

### 山岳部共同体
広域行政組織である山岳部共同体「ラーギ・ベルガマスキ山岳部共同体」  (it:Comunità montana dei Laghi Bergamaschi)  （事務所所在地：ローヴェレ）を構成するコムーネである。